# Angel (Massive Attack)
Angel è un singolo del gruppo musicale britannico Massive Attack, pubblicato il 13 luglio 1998 come terzo estratto dal terzo album in studio Mezzanine.

## Descrizione
Traccia d'apertura dell'album Mezzanine, Angel è un brano trip-hop con elementi di rock elettronico. AllMusic lo descrive come "il brano probabilmente più oscuro e più heavy del gruppo". Il ritmo è lento e profondo, e le chitarre, richiamanti i primi Cure, sono accompagnate da una «linea di basso pesante ammorbidita da una voce soave».

## Video musicale
Il video musicale di "Angel", diretto da Walter A. Stern con la scenografia concepita dal Direttore Creativo Andrew Trovaioli (Spot Levis Mr. Boombastic), e stato girato al Metropolitan Car Park & Old Goods Yard a Paddington, Londra per tre notti. Mostra Grant Marshall all'uscita di un parcheggio coperto, e ad un certo punto inizia a sentirsi seguito e nota Robert Del Naja dietro di lui. A questo si aggiungono anche Andrew Vowles e Horace Andy, e Marshall inizia a camminare sempre più veloce. Più corre velocemente e più le persone dietro di lui aumentano. Ad un certo punto si ferma, ritrovandosi di fronte ad una folla di migliaia di persone, Marshall fa un passo avanti e la folla ne fa uno indietro. Alla fine del video Marshall inizia a correre, mentre gli altri fuggono in massa da lui.

## Tracce
Testi e musiche di Robert Del Naja, Grant Marshall, Andrew Vowles e Horace Hinds, eccetto dove indicato
CD, MC, 12"
1. Angel – 6:19
2. Angel (Radio Edit) – 5:24
3. Angel (Blur Remix) – 6:21
4. Angel (Mad Professor Remix) – 6:15
5. Group Four (Mad Professor Remix) – 7:51 (Robert Del Naja, Grant Marshall, Andrew Vowles, Elizabeth Fraser)

Download digitale, streaming
1. Angel – 6:22
2. Angel (Remix) – 6:23
3. Group Four (Mad Professor Remix) – 5:02 (Robert Del Naja, Grant Marshall, Andrew Vowles, Elizabeth Fraser)

## Formazione
Hanno partecipato alle registrazioni, secondo le note di copertina di Mezzanine:
Gruppo
- Robert Del Naja – arrangiamento, programmazione, tastiera, campionatore
- Grant Marshall – arrangiamento, programmazione, tastiera, campionatore
- Andrew Vowles – arrangiamento, programmazione, tastiera, campionatore

Altri musicisti
- Neil Davidge – arrangiamento, programmazione, tastiera, campionatore
- Horace Andy – voce
- Angelo Bruschini – chitarra
- John Harris – basso
- Bob Locke – basso
- Winston Blisset – basso
- Andy Gangadeen – batteria
- Dave Jenkins – tastiera aggiuntiva
- Michael Timothy – tastiera aggiuntiva

Produzione
- Massive Attack – produzione
- Neil Davidge – produzione
- Jan Kybert – Pro Tools
- Lee Shepherd – ingegneria del suono
- Mark "Spike" Stent – missaggio
- Jan Kybert – assistenza al missaggio
- P-Dub – assistenza al missaggio
- Tim Young – montaggio

## Classifiche
| Classifica (1998) | Posizione massima |
| ----------------- | ----------------- |
| Nuova Zelanda     | 33                |
| Regno Unito       | 30                |

## Cover
Il gruppo thrash metal brasiliano Sepultura ha incluso una propria versione del brano nell'EP Revolusongs del 2002. Nel 2019 è invece uscita una cover realizzata dal gruppo norvegese Leprous, che la eseguirono già dal vivo nel corso dell'anno precedente.

## Citazioni
- Fa parte della colonna sonora presente nel film del 2005 Stay - Nel labirinto della mente di Marc Forster